# Clubbed
Clubbed is een Britse misdaadfilm uit 2008 onder regie van Neil Thompson. Het was diens eerste avondvullende film na zijn debuut Runrig: Wheel in Motion uit 1992, dat als direct-naar-dvd verscheen. Het verhaal van Clubbed is gebaseerd op dat uit het boek Watch My Back van Geoff Thompson. De film werd in 2008 genomineerd voor een British Independent Film Award.
In Nederland kwam Clubbed in maart 2009 als direct-naar-dvd uit.

## Inhoud

### Proloog
Danny O'Grady staat met zijn tas in zijn handen bij de uitgang van een gevangenis. Hij staat daar vanwege gebeurtenissen die twaalf jaar daarvoor plaatsvonden, waarover hij begint te vertellen.

### Verhaal
Danny O'Grady is een gescheiden man wiens jonge dochters Kay en Illisa bij zijn exvrouw Angela wonen. Hij gaat problemen chronisch uit de weg uit angst dat hij deze het hoofd niet kan bieden. Angela weet dit en chanteert hem regelmatig door te dreigen zijn kinderen bij hem weg te houden telkens als ze haar zin niet krijgt. Hij weet dit, maar heeft de moed niet om er tegenin te gaan.
O'Grady gaat graag kijken naar trainingen op de plaatselijke boksschool. Wanneer hij daar door het raam staat te kijken, nodigt de net aankomende Louis hem uit binnen te komen en mee te doen. Op deze uitnodiging gaat hij graag in. Later die dag neemt hij zijn dochters mee naar het café. Terwijl hij met ze aan tafel zit, geeft drugsbaas Bill Hennessy aan de bar net zijn loopjongen Barney (Ian Ralph) een veeg uit de pan. Deze gooit zodra zijn baas weg is uit frustratie een glas kapot tegen de muur, enkele centimeters naast O'Gradys dochters. Die reageert geïrriteerd en noemt Barney binnenmonds een twat ('klootzak'). Deze pikt dit niet en geeft O'Grady een pak rammel dat alle proporties te buiten gaat. Zwaar verwond begint later ook Angela nog te tieren omdat hij met hun kinderen in een café was. O'Grady voelt zich een mislukkeling en overweegt een overdosis pillen te slikken.
In plaats daarvan gaat O'Grady regelmatig trainen met Louis. Deze is serieus met zijn sport bezig, traint hard en plukt daarvan inmiddels de vruchten. Hij is niettemin amper agressief of gefrustreerd. Hij houdt zich meer bezig met het analyseren van angst, het overwinnen daarvan en leest boeken van onder andere Sun Tzu. Louis toont nooit angst, maar gaat gevechten buiten de ring waar mogelijk uit de weg. Daarom gaat O'Grady Louis als groot voorbeeld zien en luistert hij aandachtig naar diens adviezen en zienswijzen.
Louis blijkt te werken als portier bij een discotheek, samen met zijn boksvrienden Rob en Sparky. Hij nodigt O'Grady uit te komen kijken. Deze raakt enorm onder de indruk van hun uitstraling aan de deur en met name Louis' vermogen lastige klanten weg te werken zonder zijn vuisten te gebruiken. Sparky heeft in het geheim alleen nog een ander handeltje lopen waar zijn collega's niets van weten. Hij laat tegen betaling Hennessy's drugsdealers binnen. Rob heeft daarentegen een grote hekel aan de drugshandelaars en gooit degene die hij betrapt er zonder pardon uit. Sparky is door zijn klusjes voor Hennessy regelmatig afwezig en een van deze keren vraagt Louis aan O'Grady of hij diens plaats wil innemen. Hij accepteert en voelt zijn zelfvertrouwen groeien tijdens het handhaven van de orde in de discotheek. Daarnaast raakt hij ook buiten het werk om steeds beter bevriend met Rob en Louis, die fatsoenlijke levens leiden.
Hennessy krijgt er daarentegen schoon genoeg van dat Rob zijn dealers telkens eruit gooit. Hij probeert hem om te kopen, maar Rob wil hier niets van weten. In plaats daarvan bezoekt hij 's avonds Hennessy's huis en slaat met een stuk metaal diens Jaguar aan gort. De drugsbaas wilde Rob al uit de weg hebben en heeft hierop definitief genoeg van hem. Hij zoekt hem thuis op, samen met twee potige handlangers. Robs hoofd wordt door hen op de tafel aan pulp geslagen, waarna Hennessy hem met twee grote nagels door zijn handen aan de huiskamermuur vastspijkert. Zo blijft hij in leven tot Louis en O'Grady hem vinden. Hij weet nog uit te brengen dat Hennessy de dader is, maar blaast vervolgens zijn laatste adem uit.
Verteerd door schuldgevoel omdat hij de drugsproblematiek de discotheek in heeft gebracht, drinkt Sparky daarop een fles gootsteenontstopper leeg en raakt in coma. Louis en O'Grady willen wraak. Gewapend met honkbalknuppels zoeken ze Hennessy die avond op in zijn huis en geven hem zo'n pak rammel dat deze in het ziekenhuis overlijdt. Die avond staat de politie bij Angela aan de deur, waar O'Grady zijn heil gezocht heeft.

### Epiloog
Bij de uitgang van de gevangenis staat O'Grady twaalf jaar na dato op zijn inmiddels volwassen dochters te wachten. Ze komen inderdaad in een auto aan, maar niet om hém op te halen. O'Grady zat namelijk nooit vast. Louis heeft alle schuld op zich genomen en nooit de naam prijsgegeven van de gemaskerde man met wie hij Hennessy vermoordde. Dit omdat hij het belangrijk vond dat O'Grady zijn dochters kon opvoeden, maar die wel zo loyaal aan Rob was dat hij geholpen heeft om diens dood te wreken. Toen de politie die avond O'Grady bij Angela aantrof, heeft die met een nieuw verkregen respect voor hem verklaard dat hij de hele avond bij haar was en hem zo een alibi verschaft. Zijn bebloede kleren heeft ze uitgewassen. O'Grady en zijn dochters staan daarom bij de gevangenis om hun vriend Louis op te halen, die na twaalf jaar vrijkomt.

## Rolverdeling
- Mel Raido: Danny O'Grady
- Maxine Peake: Angela
- Colin Salmon: Louis
- Ronnie Fox: Bill Hennessy
- Shaun Parkes: Rob
- Scot Williams: Sparky
- James Cartwright: Smaker
- Dominic Coleman: Clinger
- Paddy Fletcher: Bernard
- Natalie Gumede: Jo
- Margaret Henshaw: Donna
- Nick Holder: Mick
- Aicha McKenzie: Helen
- Neil Morrissey: Simon
- Orson Nava: Zab